# Oybin
Oybin (česky Ojvín či Ojbín, hornolužickosrbsky Ojbin) je lázeňská a výletní obec v Horní Lužici v německé spolkové zemi Sasko. Nachází se v zemském okrese Zhořelec poblíž hranic s Českou republikou. Má přibližně 1 300 obyvatel. Dominuje jí mohutná pískovcová stolová hora s ruinami stejnojmenného hradu a kláštera.

## Název
Původně nesla ves název Mojvín, německy Moyben, později se ale název postupně změnil na Ojvín, německy Oybin, Oyben nebo Ojwin a hornolužickosrbsky Ojbin.

## Historie
První zmínky o hradu jsou z počátku 13. století. Žitavsko dlouhá léta patřilo rodu Ronovců. Roku 1290 se zde připomíná v listinách Čeněk z Mojvína, až v roce 1319 Jindřich z Lipé pocházející z tohoto rodu, celé území včetně hradu Ojvín předal králi Janu Lucemburskému výměnou za území na Moravě. V 14. století nechal hrad výrazně přestavět jeho syn, král Karel IV. Hrad byl jeho oblíbeným sídlem a navíc v dohledu Žitavy demonstroval moc českého panovníka nad celým Žitavskem. Rozhodnutím Karla IV. zde byl později vybudován klášter celestýnů. Hrad měl strategicky významnou polohu na obchodní stezce z Čech do Lužice. Ze staveb z doby Karla IV. se dochovala část císařské oratoře – kaple sv. Václava a chrám celestýnského konventu.
V roce 1429 odolal i útoku husitů.

## Geografie
Oybin je konečnou stanicí Žitavské úzkorozchodné dráhy, dodnes obsluhované historickými parními lokomotivami. Tato dráha začíná v Žitavě, má dvě větve, z nichž jedna končí v Oybinu, druhá v Jonsdorfu.

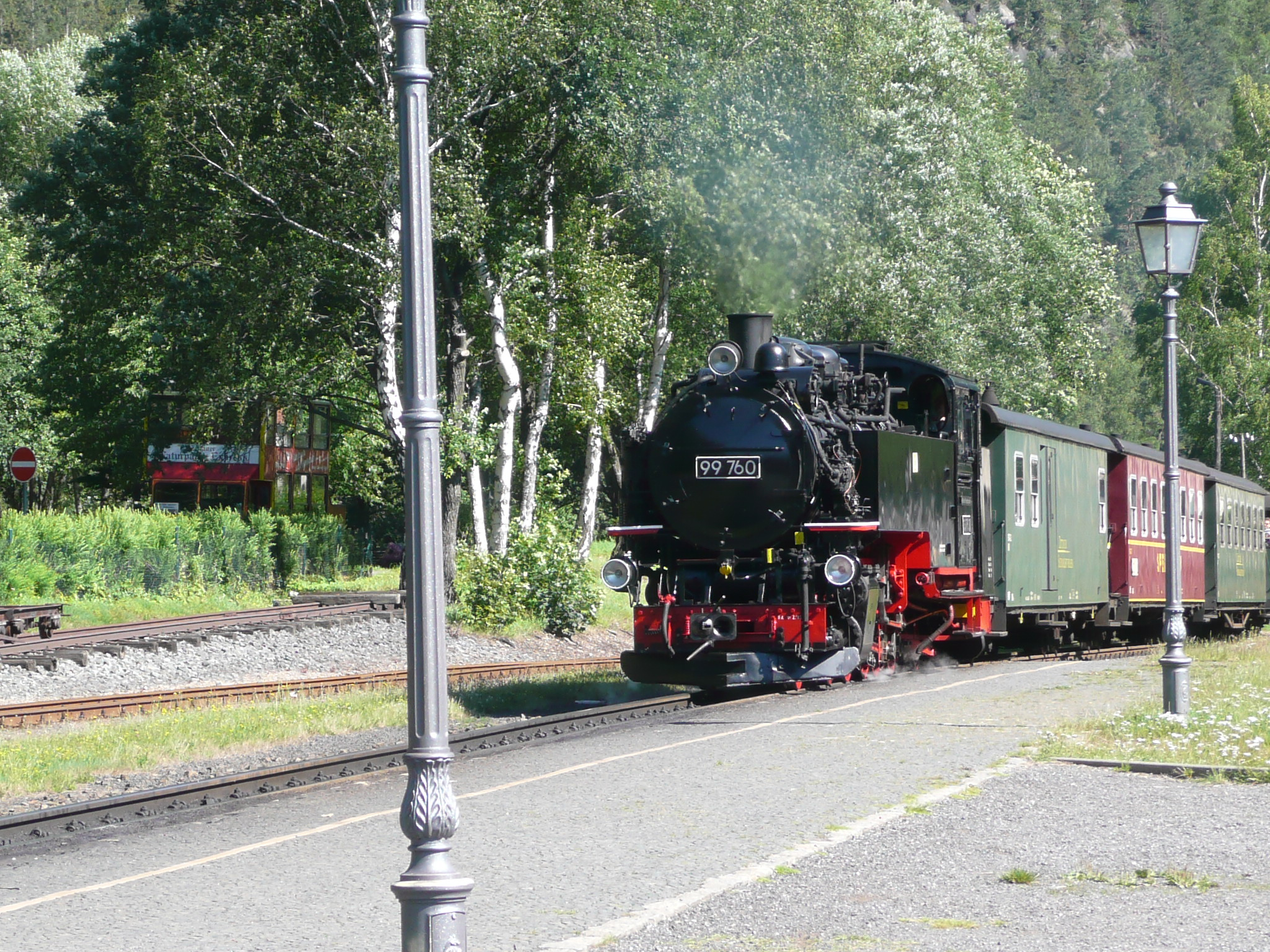
Výletní vlak ve stanici Oybin

Je jedním ze tří turistických středisek Chráněné krajinné oblasti Žitavské hory a má statut lázeňského místa (Luftkurort).

## Správní členění
Oybin se dělí na 2 místní části:
- Kurort Oybin
- Luftkurort Lückendorf

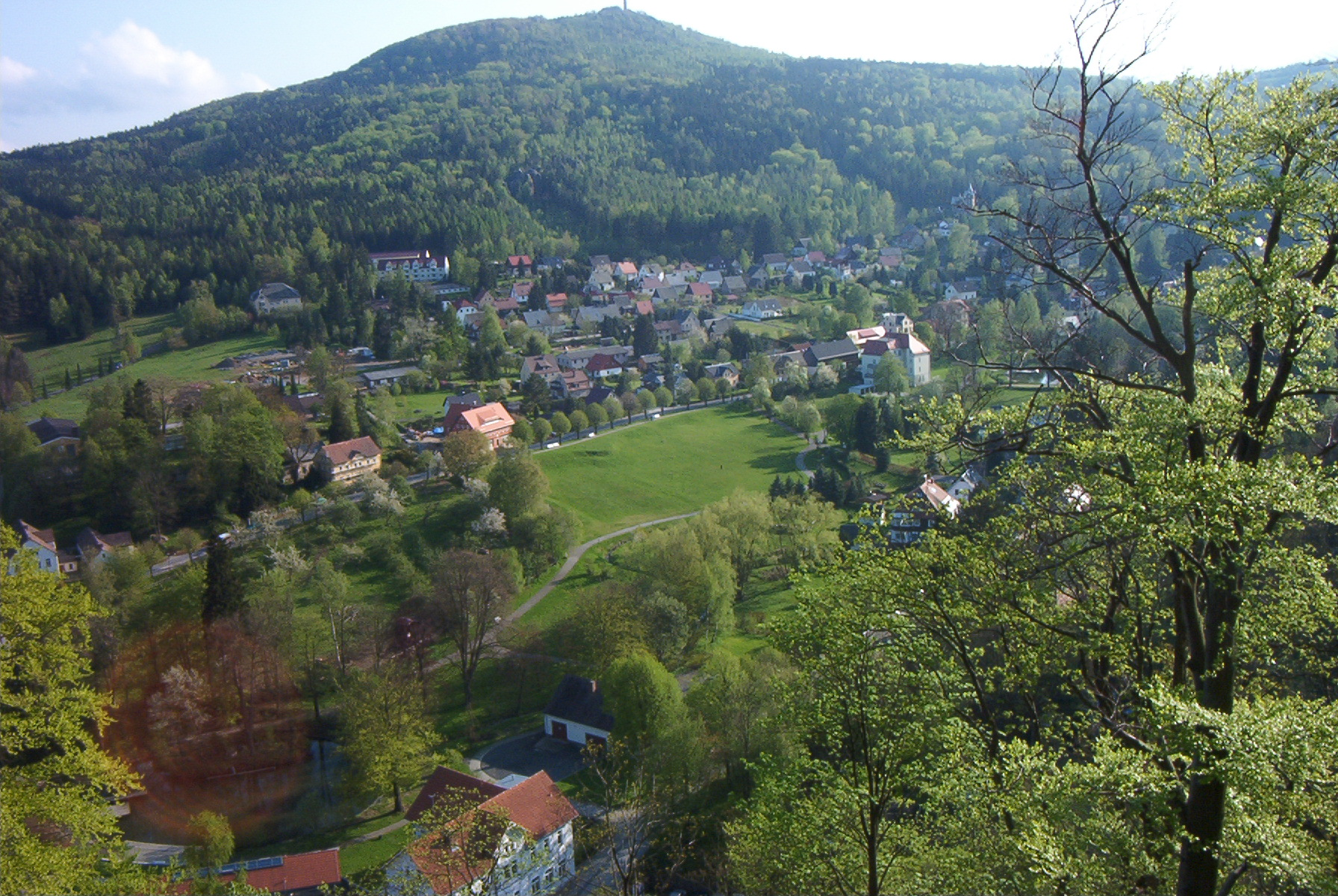
Město Oybin v roce 2005
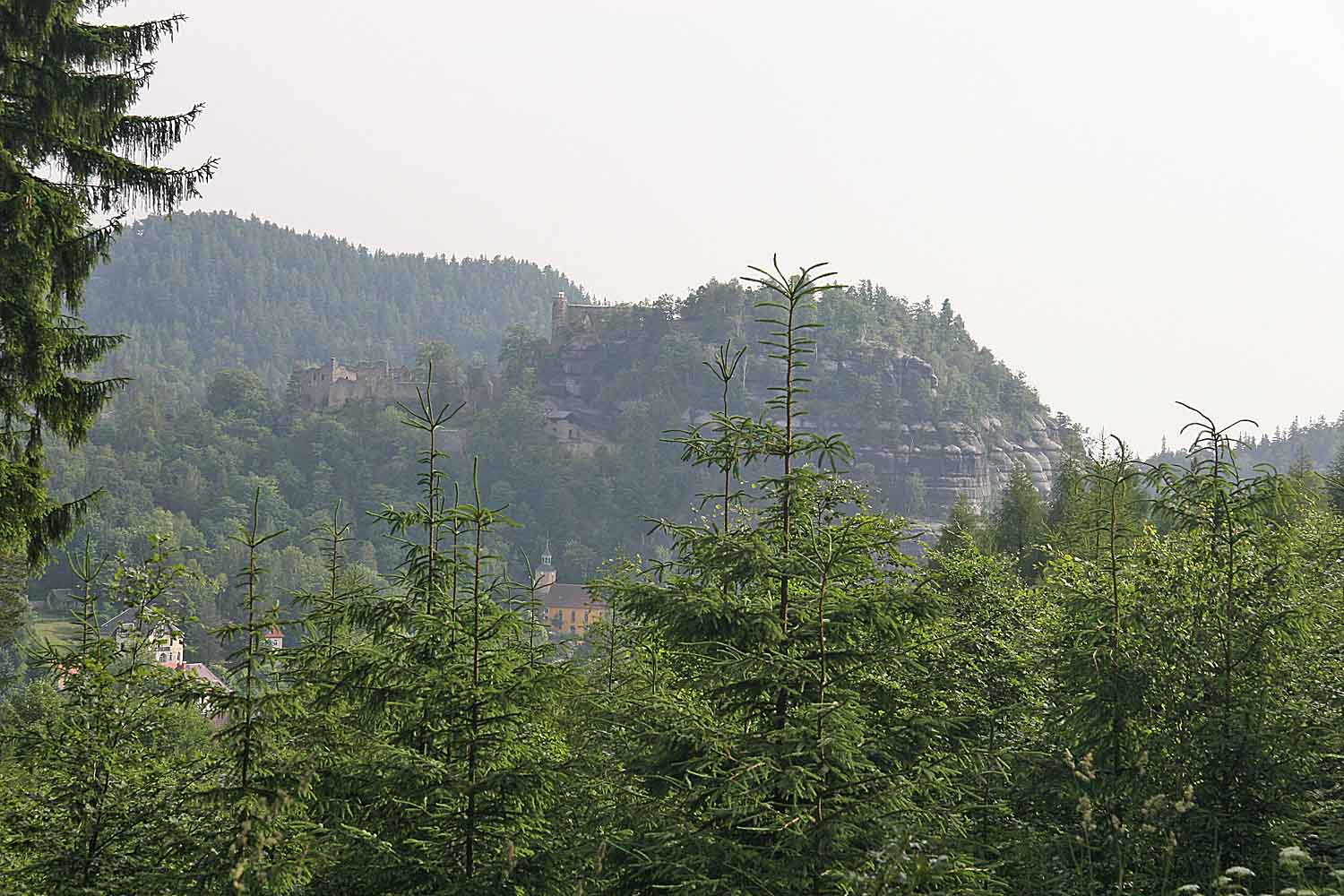
Oybin – zřícenina kláštera od obce Hain
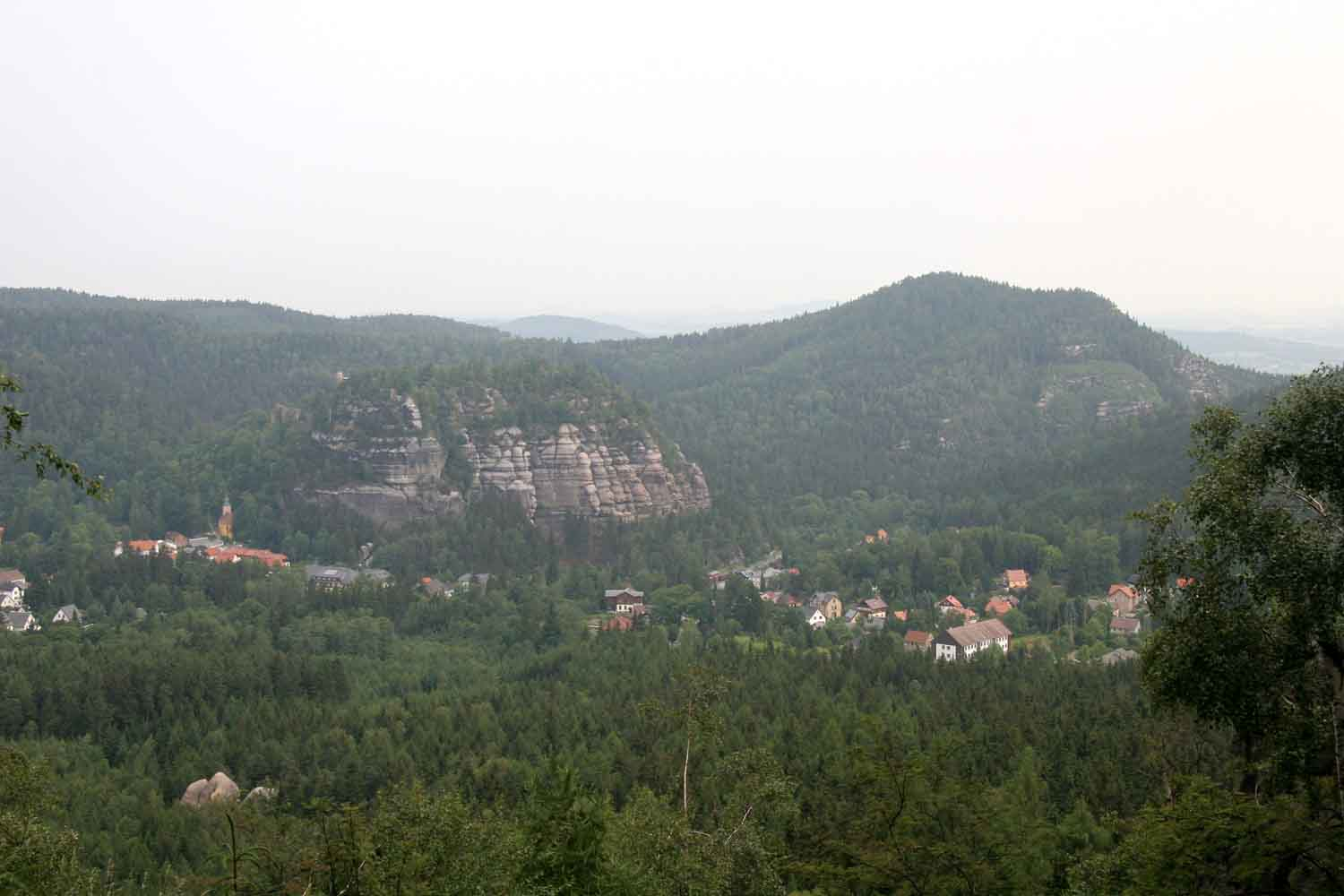
Oybin – pohled na Oybin z vyhlídky na Grosse Gase
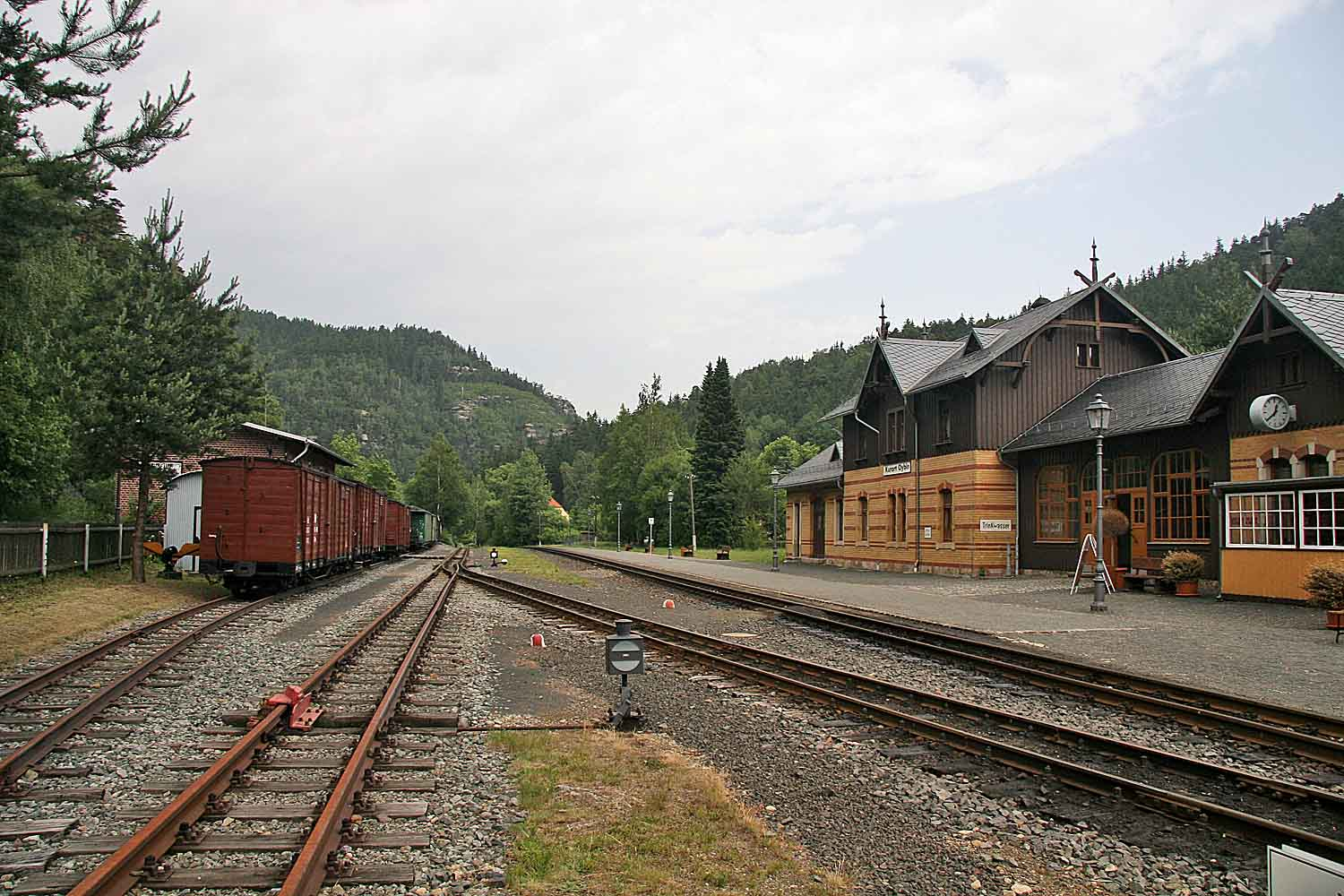
Konečná stanice úzkokolejky Oybin–Žitava v Oybinu
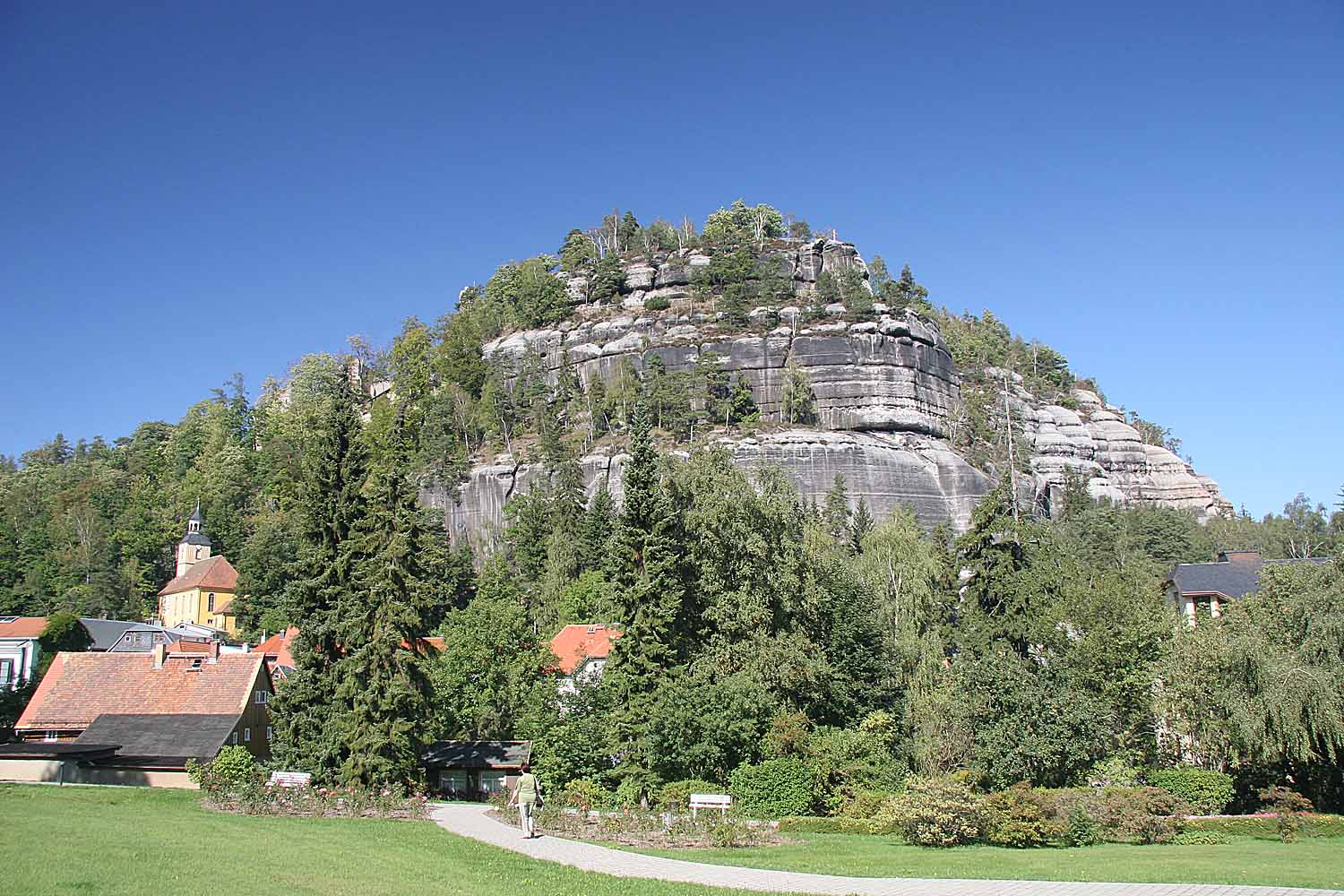
Stolová hora Oybin
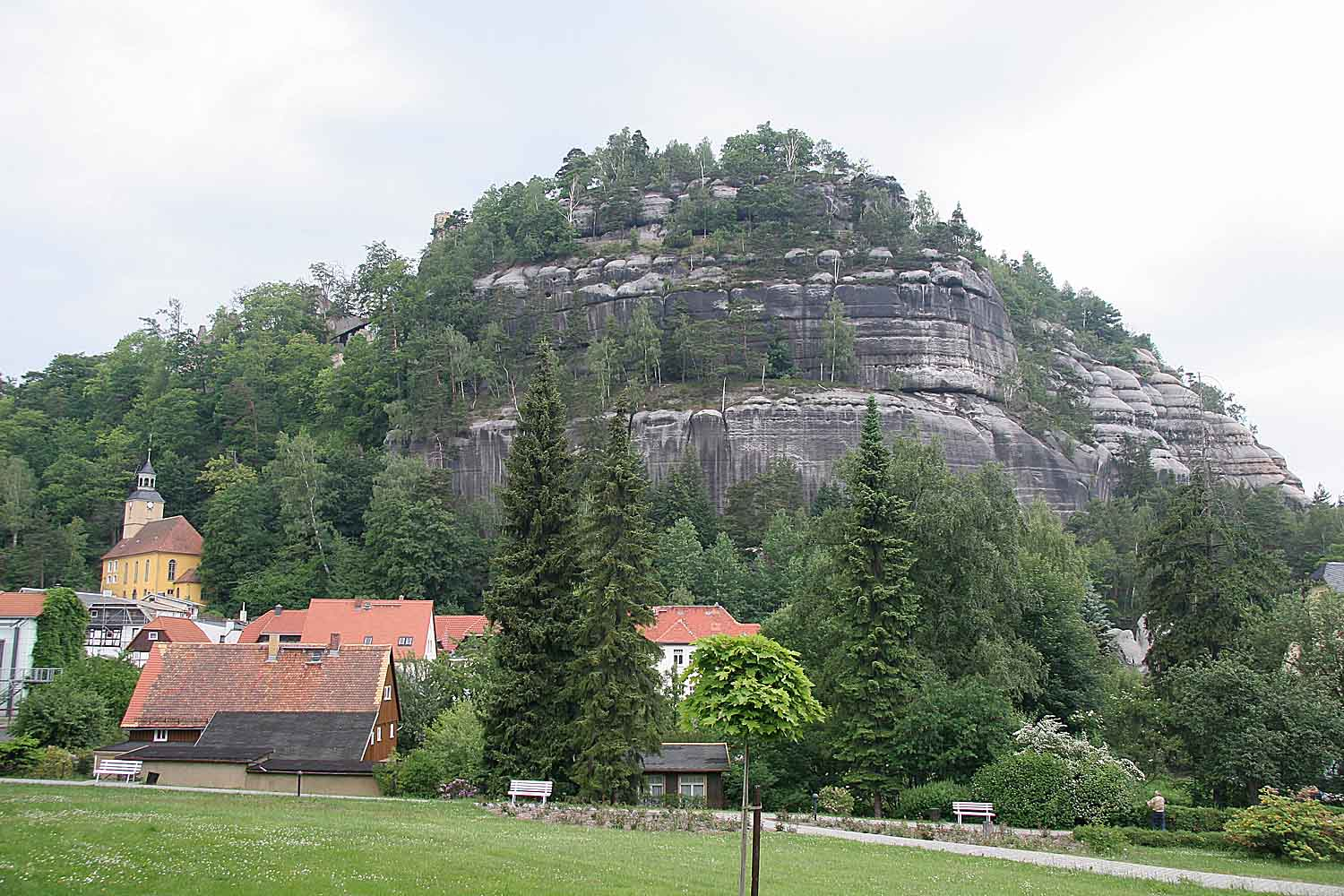
Stolová hora Oybin
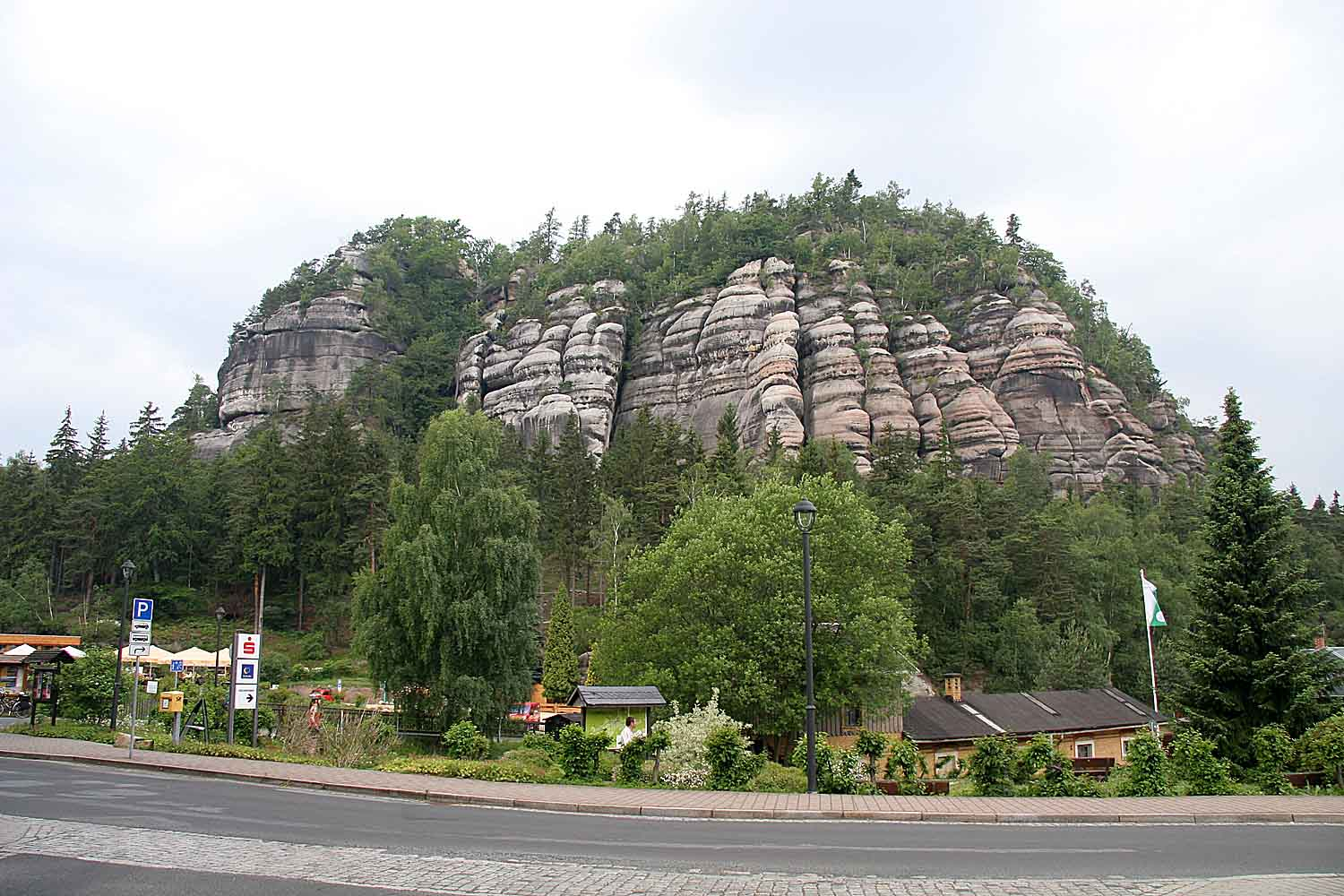
Stolová hora Oybin
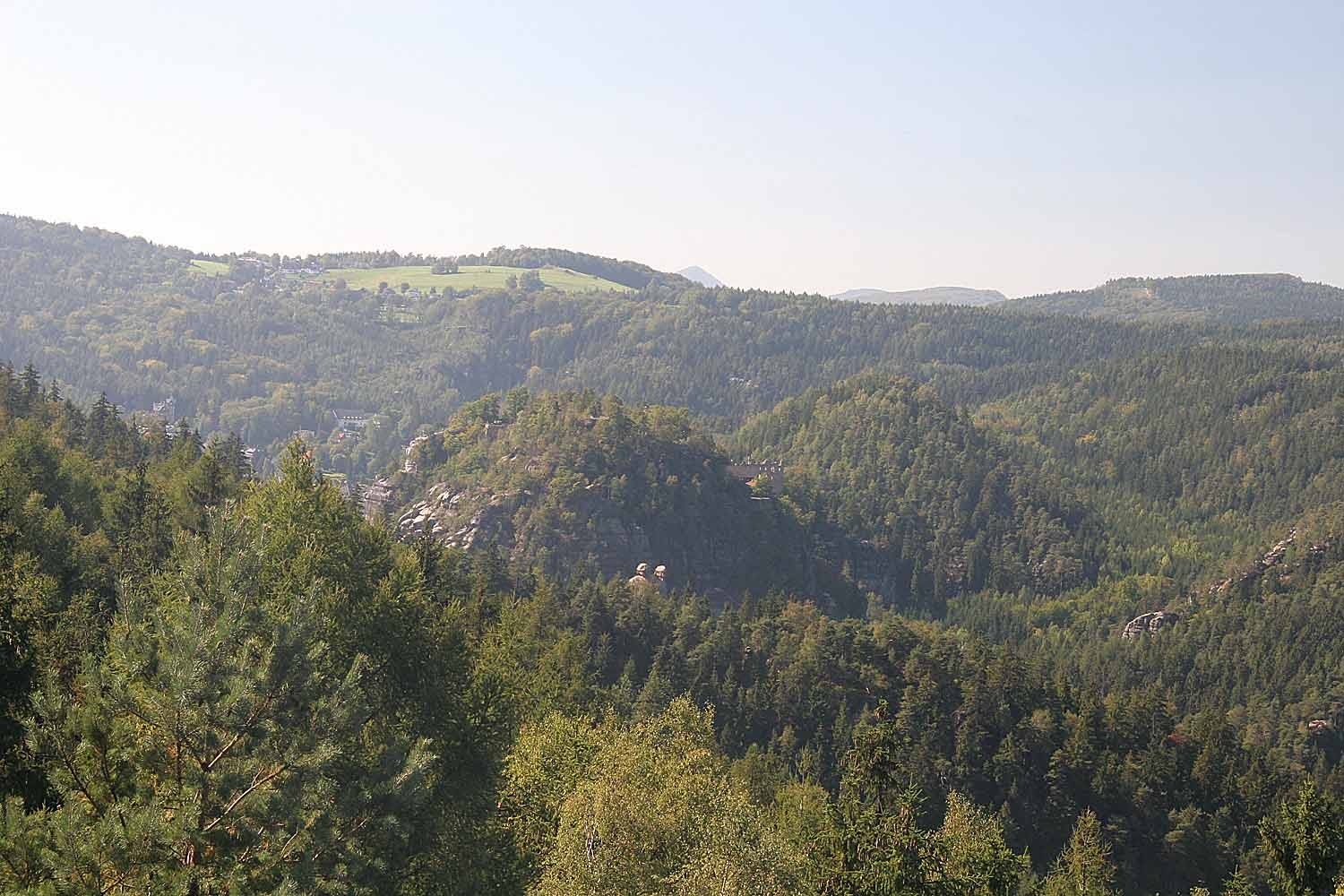
Klášter Oybin z vyhlídky Oybinaussicht